# Campitello Matese
Campitello Matese es una fracción y estación de esquí de la comuna de San Massimo, en la provincia de Campobasso, en el centro-sur de Italia. Localizada en los llamados Apeninos samnitas, es un importante centro de deportes de invierno.

## Geografía
Se encuentra en los Apeninos samnitas, junto al macizo de Matese, a 1450 m s. n. m., y muy próxima al Monte Miletto (2050 m), al que se puede acceder por un telesilla. La zona kárstica de Matese cuenta con bosques, cuevas, ríos y lagos en los que se practican diferentes deportes como el esquí, la bicicleta de montaña, la escalada y el parapente.
La estación de esquí tiene unos 28 km de pistas de esquí alpino, con tres telesillas y tres ascensores de superficie, además de varios de esquí de fondo. También está equipada con un sistema de nieve artificial, y en los últimos años ha sido ampliada debido a su creciente demanda. Es considerada la estación con más nieve del centro-sur de Italia.
En 2014 se instaló en la localidad una estación meteorológica, con una cámara web integrada de alta definición con vistas al macizo de Matese.

## Historia
Campitello Matese hasta los años 1960 tenía sólo una construcción estable: un refugio de montaña donde se alojaban montañeros y pastores. En esos años se produjo la llegada de los primeros grupos de esquiadores, y fue en los años 1970 cuando se produjo el auge de los deportes de invierno en la zona, lo que llevó a la creación de muchas de las estructuras actuales, incluyendo la carretera desde San Massimo, ya que la llegada más habitual era desde Bojano. Es en esta época cuando comienza la construcción de la estación de esquí.

## Ciclismo
El lugar se ha convertido en un enclave de gran relación con el ciclismo, sobre todo a raíz de la llegada del Giro de Italia en su edición de 1969, y donde han vencido algunos de los mejores escaladores del mundo. Con la edición de 2015, la ronda italiana ha llegado en siete ocasiones a Campitello Matese, siendo los vencedores los siguientes:
| Año  | Etapa | Salida                   | km  | Vencedor de etapa | Maglia rosa       |
| ---- | ----- | ------------------------ | --- | ----------------- | ----------------- |
| 1969 | 10.ª  | Potenza                  | 254 | Carlo Chiappano   | Eddy Merckx       |
| 1982 | 12.ª  | Cava de' Tirreni         | 171 | Bernard Hinault   | Bernard Hinault   |
| 1983 | 6.ª   | Vasto                    | 145 | Alberto Fernández | Silvano Contini   |
| 1988 | 6.ª   | Santa Maria Capua Vetere | 137 | Franco Chioccioli | Massimo Podenzana |
| 1994 | 4.ª   | Montesilvano             | 204 | Yevgueni Berzin   | Yevgueni Berzin   |
| 2002 | 11.ª  | Benevento                | 140 | Gilberto Simoni   | Jens Heppner      |
| 2015 | 8.ª   | Fiuggi                   | 186 | Beñat Intxausti   | Alberto Contador  |